# Cieneguilla, Guanajuato
Cieneguilla är en ort i Mexiko.   Den ligger i kommunen Victoria och delstaten Guanajuato, i den centrala delen av landet, 230 km nordväst om huvudstaden Mexico City. Cieneguilla ligger 1 834 meter över havet och antalet invånare är 1 190.
Terrängen runt Cieneguilla är huvudsakligen lite kuperad. Cieneguilla ligger nere i en dal. Runt Cieneguilla är det ganska glesbefolkat, med 24 invånare per kvadratkilometer. Närmaste större samhälle är Victoria, 7,3 km sydost om Cieneguilla. Trakten runt Cieneguilla består i huvudsak av gräsmarker.